# Бейра-Байша
Бе́йра-Ба́йша (порт. Beira Baixa) — самая малонаселённая из исторических провинций Португалии, центр — город Каштелу-Бранку. На 1967 год площадь составляла 2,9 тысяч км², население — около 500 тысяч человек. Образована в 1936 году из прежней провинции Бейра.

## Муниципалитеты
- Белмонти
- Каштелу-Бранку
- Ковильян
- Фундан
- Иданья-а-Нова
- Масан
- Олейруш
- Пампильоза-да-Серра
- Пенамакор
- Проенса-а-Нова
- Сертан
- Вила-де-Рей
- Вила-Велья-де-Родан